# Andrew Harclay
Andrew Harclay, 1.er earl de Carlisle (c. 1270-3 de marzo de 1323), conocido de forma alternativa como Andreas de Harcla, fue un importante líder militar inglés encargado de defender la frontera con Escocia durante el reinado de Eduardo II. Con raíces de una familia de caballeros de Westmorland, fue nombrado sheriff de Cumberland en 1311. Se distinguió en las guerras escocesas, y en 1315 rechazó un asedio en el castillo de Carlisle contra Roberto I Bruce. Poco después de esto, los escoceses lo tomaron preso, y quedó solo en libertad después de un importante rescate. El logro más destacado de Harclay llegó en 1322, cuando derrotó al barón rebelde Tomás de Lancaster en la batalla de Boroughbridge entre los días 16 y 17 de marzo. Por esta razón se creó y concedió el título de earl de Carlisle.
Como uno de los principales líderes militares en la frontera con Escocia, Harclay se frustró con la inactividad de Eduardo II, en particular con la degradante derrota inglesa en la batalla de Old Byland el 14 de octubre de 1322, que dejó ver que la guerra era imposible de ganar. Harclay inició negociaciones con los escoceses por su propia voluntad y el 3 de enero de 1323 se firmó un tratado de paz con Roberto I Bruce. El acto se produjo sin el consentimiento real, y se consideró hecho a traición. El rey emitió una orden de arresto al earl y, el 25 de febrero, Harclay fue detenido y llevado como prisionero ante la presencia del monarca. Fue citado ante los jueces reales el 3 de marzo para escuchar las acusaciones, pero negó una audiencia y fue ejecutado el mismo día, además de desposeído de sus cargos. Fue ahorcado, arrastrado y descuartizado, por lo que sus reliquias se conservaron en diferentes partes del país. Solo al cabo de cinco años se le permitió un entierro apropiado, pero la condena por traición nunca se le anuló.

## Familia y primeros años
El nombre de familia de Harclay proviene de la villa de Hartley en Westmorland. Aunque se sabe relativamente poco sobre sus primeros años, Andrew Harclay fue probablemente el hijo mayor de sir Michael Harclay y de Joan, hija del terrateniente de Yorkshire William Fitzjohn. Además, su hermano menor fue el teólogo Henry Harclay, un cancelario de la Universidad de Oxford. Michael Harclay fue sirviente de la familia Clifford, y sheriff de Cumberland desde 1285 hasta 1296. La primera aparición documentada de Andrew Harclay data de 1292 en el eyre (un juicio medieval) de Westmorland, momento donde se asume que tenía al menos veintiún años y, por lo tanto, nació a principios de la década de 1270.

## Carrera militar
Su carrera militar se remonta a 1304, cuando participó en una campaña en las guerras escocesas. En 1309, recibió una orden real para ayudar a Robert de Clifford en la defensa de la frontera contra Escocia. Su estatus a nivel local mejoró aún más en 1311, cuando fue nombrado sheriff de Cumberland, cargo que ya había ocupado su padre. Esto fue seguido por su elección como caballero de la comarca en 1312, y en diciembre de 1313, se distinguió como el líder de la defensa contra una invasión escocesa. Recibió más aclamaciones en el verano de 1315, cuando defendió con éxito el Castillo de Carlisle contra un asedio de Roberto I Bruce, y en consecuencia, recibió un regalo de mil marcos del rey.
A finales de 1315 o en 1316, los escoceses se llevaron cautivo a Harclay y exigieron un rescate de dos mil marcos. Su ascenso meteórico durante los años anteriores le había hecho enemigos en la sociedad local, quienes ahora aprovecharon la oportunidad para difundir rumores difamatorios sobre él en la corte. No obstante, el rey ayudó a recaudar el dinero necesario para asegurar la libertad de Harclay, pero, durante los próximos años, pareció haber perdido el favor real. No fue hasta 1319 cuando una vez más fue nombrado sheriff y, al mismo tiempo, defensor de los castillos de Carlisle y Cockermouth, y Guardián de la frontera occidental. En 1321 también recibió una citación personal al parlamento.

## Boroughbridge

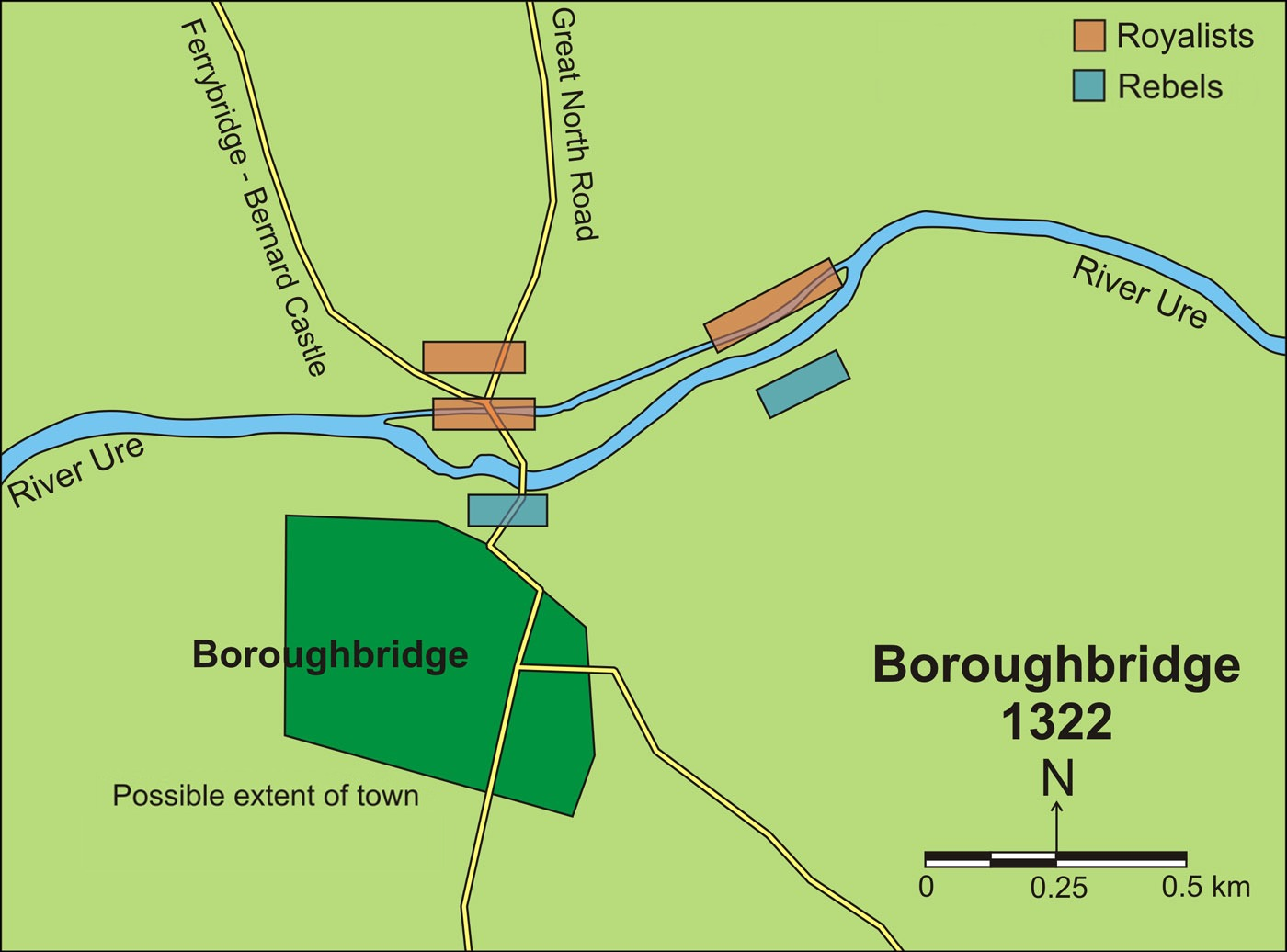
Mapa de la batalla de Boroughbridge, que muestra cómo las fuerzas de Harclay cortaron el paso de Lancaster a través del río.

El logro más destacado de Harclay llegó con la batalla de Boroughbridge en 1322. Esta fue la culminación de una lucha en curso entre el rey Eduardo II y su conde más poderoso, Tomás de Lancaster. El conflicto se originó por el desacuerdo sobre el manejo de la guerra con Escocia; Lancaster, y muchos otros, encontraron deficiente el esfuerzo del monarca. En marzo de 1322, tras intentar una insurrección fallida contra el rey que finalmente terminó en fracaso, Lancaster huyó del ejército real hacia el norte. Mientras tanto, Eduardo ordenó a Harclay, como sheriff de Cumberland, que movilizara a las fuerzas de los condados del norte de Cumberland y Westmorland y se trasladara al sur. Sus órdenes eran reunirse con el ejército real, pero mientras se detenía en la ciudad de Ripon, en Yorkshire, recibió información de que Lancaster llegaría al cercano Boroughbridge al día siguiente, por lo que Harclay decidió tomar la iniciativa y ocupar el puente, lo que evitaría el paso de Lancaster a través del río Ure.
El 16 de marzo, el ejército de Lancaster llegó a Boroughbridge. Los rebeldes fueron superados en número; mientras Harclay comandaba alrededor de cuatro mil hombres, Lancaster solo tenía unos setecientos caballeros y hombres de armas y algunos seguidores a su servicio. Además de esto, las fuerzas leales estaban altamente capacitadas y experimentadas en las guerras escocesas, donde los ingleses habían aprendido de sus enemigos tácticas que Harclay utilizó en esta batalla. La Crónica de Lanercost describe cómo empleó el schiltron escocés, una formación compacta de soldados de infantería con picas o lanzas, muy eficaz contra las fuerzas pesadas de caballería de Lancaster. Según The Brut, Lancaster intentó persuadir a Harclay para que se uniera a su lado, a cambio de grandes extensiones de tierras. Harclay había sido anteriormente un partidario de Lancaster, y posiblemente también su criado; en 1318 el nombre de Harclay apareció en un perdón real para Lancaster y sus seguidores. En esta ocasión, sin embargo, este último decidió permanecer leal al rey y rechazó la oferta del conde.
El combate fue breve y desigual. El plan de Lancaster era cruzar por un vado del río, mientras el conde de Hereford, uno de los pocos magnates que le había permanecido leal, cruzaba el puente. Sin embargo, este avance falló a causa de la muerte de este último mientras lo cruzaba y las graves heridas que sufrió su compañero Roger de Clifford, segundo barón de Clifford. Lancaster, por su parte, se vio sometido a un fuego de arquería tan intenso que tuvo que suspender su ataque. Las deserciones durante la noche, combinadas con los refuerzos reales, le obligaron a rendirse al día siguiente, y el 22 de marzo terminó siendo ejecutado. En consecuencia, gracias a la victoriosa batalla de Harclay, el rey le recompensó generosamente. El 25 de marzo fue nombrado earl de Carlisle y se le otorgaron tierras por valor de mil marcos al año. El 15 de septiembre, también fue nombrado Guardián de las Marcas, las fronteras escocesas.

## Traición

Escudo de Andrew Harclay: la cruz de San Jorge, con una merleta negra en el primer cuarto.

El 14 de octubre de 1322, el ejército inglés fue derrotado por los escoceses, bajo el mando de Roberto I Bruce, en la batalla de Old Byland en Yorkshire. El comandante inglés, Juan de Bretaña, earl de Richmond, fue capturado, mientras que el propio rey escapó por poco. En consecuencia, esta se convertía en la peor derrota que los ingleses sufrían en las guerras desde la batalla de Bannockburn en 1314. Harclay recibió una citación para unirse al ejército real, pero no pudo llevar a sus tropas al sur a tiempo para acudir al rescate del monarca. El evento lo convenció de que la guerra contra Escocia no se podía ganar bajo el liderazgo del actual rey, y en consecuencia, entró en negociaciones directas con los escoceses, sin la autorización de este último, y el 3 de enero de 1323 firmó un tratado de paz con Roberto I Bruce en Lochmaben.
El tratado reconocía a Escocia como un reino independiente. Además, estipulaba que Roberto debía pagar cuarenta mil marcos a los ingleses, y que a Eduardo se le debería permitir elegir una esposa de su propia familia para el heredero de este. Sin embargo, en el texto estaba implícita una alianza entre Roberto y Harclay para usar la fuerza contra Eduardo, si fuera necesario, para implementar los términos del tratado. Parece poco probable que Harclay esperara el indulto real por sus acciones, sino que lo más probable era que contemplase desertar del bando inglés y cambiarse al de Roberto; se rumoreaba que incluso planeaba casarse con una de las hijas de este último. No obstante, es probable que su acción surgiera de una preocupación genuina por la situación del norte y fuera un intento desesperado por sacar el máximo provecho de un momento difícil.
Aunque los historiadores generalmente han mostrado comprensión por las acciones de Harclay, el evento es comúnmente conocido como «la traición de Harclay». En palabras de Maurice Keen: «Hacer una tregua, o de hecho dar salvoconductos o hacer cualquier acuerdo con los enemigos del rey sin la debida concesión de poderes, es lesa majestad y puede definirse como tal en otros casos militares». Harclay había recibido tales poderes en febrero de 1322, pero se consideró que había excedido su prerrogativa por el tratado de 1323. También es posible que Eduardo le guardara rencor a Harclay por el hecho de que no acudiera al rescate en Byland. Sin embargo, no hay evidencia de que hubiera recibido la carta real a tiempo para que llegase al campo de batalla mucho más pronto de lo que lo hizo realmente.

## Muerte y consecuencias
Cuando Eduardo se enteró de la traición de Harclay, emitió una orden de arresto del conde. Ya que este último intentaba obtener apoyo para su causa, el rey comenzó a fortificar los castillos del norte. El prófugo duró con libertad hasta el 25 de febrero, cuando sir Anthony Lucy lo arrestó en el castillo de Carlisle. Lucy, quien actuó con una pequeña fuerza, era alguien de confianza para Harclay, por lo que el arresto se realizó como una maniobra sorpresa. La enemistad entre ellos dos podría deberse a una disputa sobre la propiedad de Papcastle. Además, en 1322, Harclay también había desposeído brevemente a Lucy de sus tierras después de la rebelión de dicho año, a pesar de que este no había participado en ese suceso.
El 3 de marzo, Harclay compareció ante un juez real en Carlisle, pero se le negó una audiencia adecuada, a la que asistió vestido con sus ropas de caballero y conde. Le cortaron sus espuelas, le rompieron su espada sobre su cabeza, fue despojado de su túnica, y le dijeron que no era un caballero, sino un truhan. Luego fue declarado culpable de traición y condenado a ser ahorcado, arrastrado y descuartizado. Se comportó con dignidad en su ejecución, donde sostuvo que había actuado teniendo en cuenta los mejores intereses del país. Después de su muerte, su cabeza fue llevada al rey en Knaresborough (Yorkshire), antes de que lo colgaran en el puente de Londres. Las cuatro partes de su cuerpo se dispersaron por todo el país y se exhibieron en Carlisle, Newcastle, Bristol y Dover.
La cabeza de Harclay estuvo expuesta en Londres durante cinco años. Su hermana solicitó al rey que devolviera las distintas partes del cuerpo para un entierro cristiano, y en 1328 se le concedió dicha solicitud. Aunque hubo más afanes por conseguir más clemencia, ninguno de estos esfuerzos fue aceptado. Durante el reinado de Eduardo III, el sobrino de Harclay, Enrique, solicitó la anulación del cargo de traición, pero la petición fue ignorada. En cuanto al tratado de paz, la sabiduría de la política de Harclay fue reivindicada después de su muerte. La incapacidad de Eduardo II para ganar la guerra contra los escoceses, combinada con su negativa a reconocer a la Corona escocesa, resultó insostenible al final. Además, fueron las habilidades militares de Harclay y las fuerzas bien organizadas las que dieron la poca protección que tenían las fronteras del norte durante los años anteriores. Menos de tres meses después de la ejecución de Harclay, Eduardo acordó una tregua de trece años con Escocia.